# Megachile paulista
Megachile paulista là một loài Hymenoptera trong họ Megachilidae. Loài này được Schrottky mô tả khoa học năm 1920.